# Anton Heinrich Gladrow

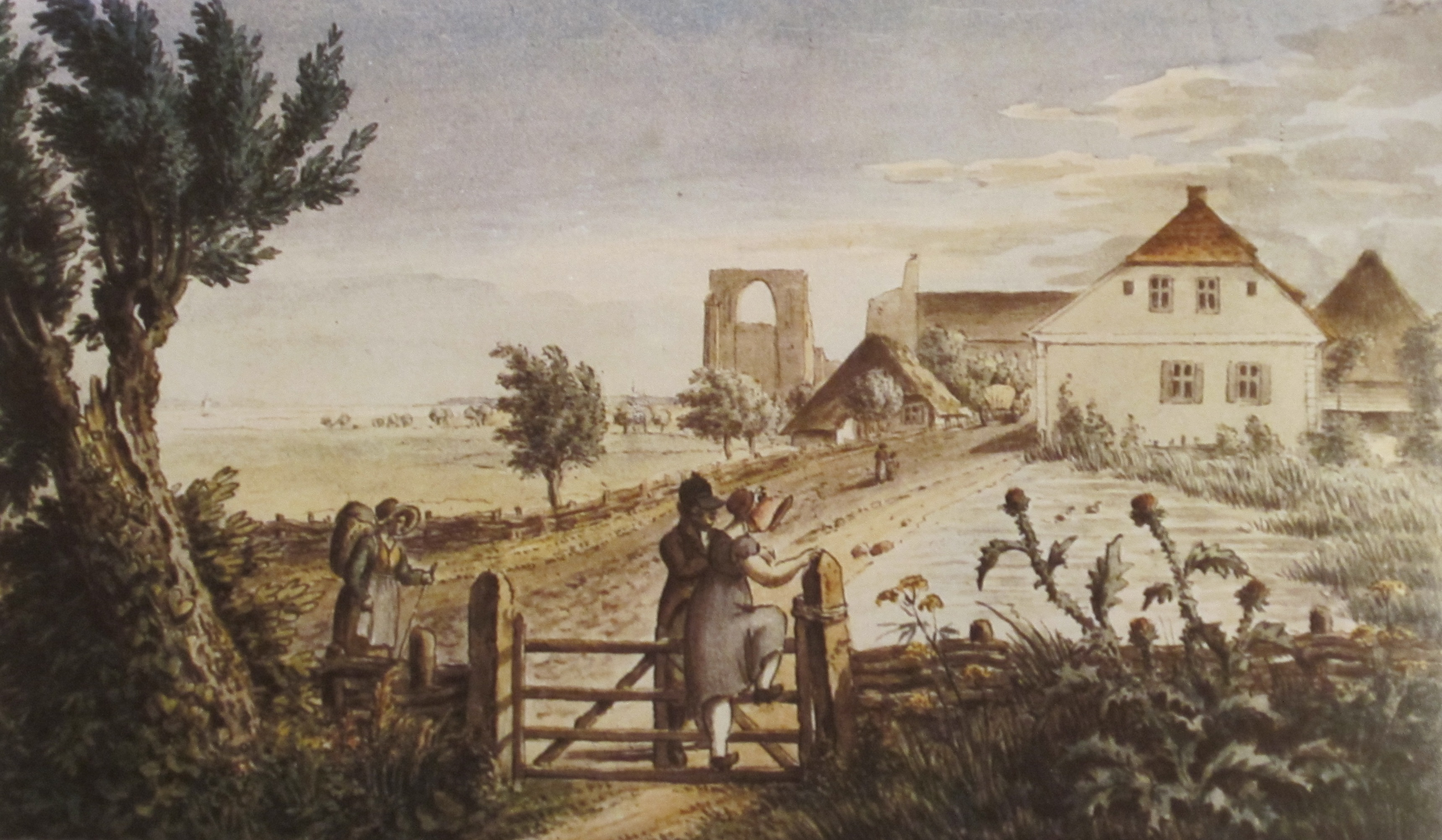
Ruine Eldena am Wasser, Zugang über die Felder. (ca. 1830)

Anton Heinrich Gladrow (* 1785 in Greifswald; † 20. Mai 1855 ebenda) war ein deutscher Maler und Grafiker.

## Leben
Gladrows Vater war Inspektor des Botanischen Gartens der Universität Greifswald. Ab 1801 erhielt er zusammen mit Gottlieb Giese, Johann Christian Friedrich Finelius und Wilhelm Titel ersten Zeichenunterricht bei Johann Gottfried Quistorp. Nachdem die Mutter verstorben war und der Vater wieder geheiratet hatte, verließ er 1803/1804 sein Elternhaus. Seit 1803 gab er privaten Zeichenunterricht. Bei Wanderungen nach Gützkow, Wolgast und auf Rügen 1805 sammelte er erste nachhaltige Landschaftseindrücke.
1806 reiste er nach Dresden um in der Kunstakademie bei Johann Christian Klengel zu studieren und in der Gemäldegalerie ein Bild eines italienischen Meisters zu kopieren. Im selben Jahr ließ er sich an der Universität Greifswald immatrikulieren. Quistorp vermittelte ihm eine Stelle als Hauslehrer bei der Familie von Bärenfels in Rustow. Bereits nach wenigen Wochen wechselte er an eine Privatschule, die der Präpositus Christian Joachim Friedrich Barkow in Loitz eingerichtet hatte. Mit Barkows Kindern reiste er erneut nach Rügen. Quistorp zog ihn bei der Renovierung der Sankt-Marien-Kirche in Loitz hinzu. Für den barocken Altaraufsatz fertigte er eine Kopie der Verklärung Christi von Raffael als Ersatz eines beschädigten Bildes. 1810 verließ er Loitz, wanderte durch Vorpommern und kehrte 1812 nach Greifswald zurück.
Der Archidiakon der Nikolaikirche, Diedrich Hermann Biederstedt, vermittelte ihm einen Auftrag zur Restauration der Porträts von Predigern. Nach diesen fertigte er Vorlage für Stiche an, die Biederstedts Buch über die Prediger Schwedisch-Pommerns (Neuvorpommern und Rügen) illustrieren sollten. Biederstedt gab ihm Aufträge für weitere Zeichnungen, unter anderem für Rekonstruktionen der Schlösser in Wolgast, Loitz und Barth. Der Jurist Karl Schildener, Sammler von Landschaftsdarstellungen, war ein weiterer Förderer Gladrows, der ihn unter anderem zu Kopien von Radierungen Jakob Philipp Hackerts anregte sowie Zeichnungen und Aquarelle von Greifswald, Vorpommern und Rügen in Auftrag gab. In dieser Zeit befreundete er sich mit dem Arzt und späteren Dampfmaschinenbauer Ernst Alban.
Ab 1815 war Anton Heinrich Gladrow Zeichenlehrer am Greifswalder Gymnasium. Um 1830/1831 richtete er einen mit Zeichenapparaten ausgestatteten Saal ein. 1848 ging er in den Ruhestand.
Überliefert sind von ihm vor allem Landschafts- und Städteansichten aus Vorpommern. Seine Darstellungen von später beseitigten oder veränderten Bauten, wie der Greifswalder Stadtbefestigung, der Schlossruine in Wolgast oder der noch in Bau befindlichen Vitter Kapelle, ließen ihn zu einem Chronisten seiner Zeit werden. Der Greifswalder Historiker Theodor Pyl besaß zwei Alben mit zusammen 80 Zeichnungen und Aquarellen Gladrows.